# HMS Princess Royal (1911)
HMS Princess Royal був другим з двох  лінійних крейсерів типу «Лайон», побудованих для Королівського флоту до Першої світової війни. 

## Історія створення
Лінійний крейсер «Принсес Роял» був закладений 2 травня 1910 року на верфі фірми Vickers у Барроу-ін-Фернесс.
Спущений на воду 29 квітня 1911 року, вступив у стрій 14 листопада 1912 року.

## Конструкція
Створені у відповідь на лінійні крейсери типу «Мольтке» Імператорського німецького флоту, кораблі значно покращили швидкісні характеристики, озброєння та броні у порівнянні з попереднім типом «Індіфатігебл». Корабель був названий на честь Луїзи, королівської принцеси, титул, який іноді надавався старшій доньці монарха.

## Історія служби
Завершено в 1913 році, «Принсес Роял» брав участь у битві у Гельголандській затоці через місяць після початку Першої світової війни в серпні 1914 року. Потім корабель відправили в Карибське море, щоб запобігти використанню Панамського каналу німецької Східно-Азійської ескадрою. Після того, як Східно-Азійська ескадра була потоплена у Фолклендській битві в грудні, «Принсес Роял» повернулася до 1-ї ескадри лінійних крейсерів. Під час битви при Доггер-банці корабель завдав лише кількох влучень, хоча одне вивело з ладу німецький броньований крейсер «Блюхер». Незабаром після цього він став флагманом 1-ї ескадри лінійних крейсерів під командуванням контрадмірала Осмонда Брока.
«Принсес Роял» зазнав ушкоджень  під час Ютландської битви і потребувала півторамісячного ремонту. Окрім забезпечення далекого прикриття під час Другої битви у Гельголендській бухті в 1917 році, корабель провів решту війни, безперешкодно патрулюючи Північне море. У 1920 році він був поміщений в резерв, а в 1922 році був проданий на брухт на виконання умов Вашингтонської морської угоди.